# Монградай
Монграда́й (фр. Montgradail) — коммуна во Франции, находится в регионе Лангедок — Руссильон. Департамент коммуны — Од. Входит в состав кантона Алень. Округ коммуны — Лиму.
Код INSEE коммуны — 11246.

## Население
Население коммуны на 2008 год составляло 59 человек.
| 1962 | 1968 | 1975 | 1982 | 1990 | 1999 | 2008 |
| ---- | ---- | ---- | ---- | ---- | ---- | ---- |
| 79   | 76   | 61   | 60   | 60   | 65   | 59   |

## Экономика
В 2007 году среди 38 человек в трудоспособном возрасте (15—64 лет) 27 были активными, 11 — неактивными (показатель активности — 71,1 %, в 1999 году было 69,0 %). Из 27 активных работали 26 человек (13 мужчин и 13 женщин), безработной была 1 женщина. Среди 11 неактивных 1 человек был учеником или студентом, 7 — пенсионерами, 3 были неактивными по другим причинам.

## Достопримечательности
- Солнечные часы 1685 года, расположенные около церкви.